# Dendrolycus elapoides
Dendrolycus elapoides är en ormart som beskrevs av Günther 1874. Dendrolycus elapoides är ensamr i släktet Dendrolycus som ingår i familjen Lamprophiidae.
Arten förekommer i Kamerun, Kongo-Brazzaville och Kongo-Kinshasa. Den lever i skogar. Honor lägger ägg.

## Underarter
Arten delas in i följande underarter:
- D. e. angusticinctus
- D. e. elapoides